# Svjatopolk II av Kiev
Svjatopolk II Usevoloditj av Kiev, född 1050, död 16 april 1113, var storfurste av Kievriket från 1093 till 1113. 